# مهرانگیز منوچهریان
مهرانگیز منوچهریان (۱۲۸۵ - ۱۴ تیر ۱۳۷۹) حقوقدان، موسیقی‌دان و سیاست‌مدار اهل ایران بود. او نخستین سناتور زن مجلس سنای ایران طی دوره‌های چهارم، پنجم و ششم بین سال‌های ۱۳۴۲ تا ۱۳۵۱ بود.

## زندگی‌نامه
منوچهریان در سال ۱۲۸۵ در مشهد زاده شد. او در سال ۱۳۲۵ همراه با ۱۳ دختر دیگر از نخستین دانشجویان دانشکده حقوق دانشگاه تهران بود. منوچهریان این رشته را تا کسب دکترا ادامه داد. او از سال ۱۳۴۲ تا ۱۳۵۱ سناتور انتصابی مجلس سنا بود. پروانه وکالت مهرانگیز منوچهریان پس از انقلاب ۱۳۵۷ باطل شد.

## کار
منوچهریان هم نخستین زن وکیل ایران و هم نخستین زن سناتور ایران بود. وی در طول سناتوری خود در گسترش حقوق زنان بسیار فعالیت کرد. وی با استفاده از تجربه وکالت خود قانون حمایت خانواده را تنظیم کرد که به موجب آن حقوق خانوادگی برای زنان اعطا می‌شد. تعدادی از عناصر در قانون پیشنهادی توسط برخی از منتقدان انتخاب و دربارهٔ آن‌ها مبالغه شد. این امر منجر به این شد که این قانون مورد بحث و گفتگوی عمومی گسترده‌ای در رسانه‌ها قرار گیرد. برخی از روحانیون کشور نیز ادعا کردند که این قانون با اسلام سازگار نیست و از موازین اخلاقی ضعیف حمایت می‌کند. حتی برخی منوچهریان را به عنوان مرتد معرفی کردند. منوچهریان از ترس امنیت خود برای مدتی از تهران گریخت. این قانون بعداً در پی انقلاب اسلامی ۱۳۵۷ لغو شد.
بعدها منوچهریان پس از اختلاف با نخست‌وزیر جعفر شریف امامی دربارهٔ سفر زنان به خارج از کشور بدون اجازه شوهرشان از سمت خود در سنا استعفا داد. شریف امامی به دلیل قوانین اسلامی مخالف طرح آن در مجلس بود و منوچهریان با توجه به اساسنامه داخلی خواستار طرح و به رای‌گذاری آن. شریف امامی در هنگام بحث در سنا با او بی‌ادبانه رفتار کرد و منوچهریان به نشانه اعتراض مجلس را ترک کرد. شریف امامی با رفتن به خانه وی از او به‌طور خصوصی عذرخواهی کرد اما منوچهریان خواستار عذرخواهی عمومی شد که شریف امامی از انجام آن خودداری کرد و در نتیجه، منوچهریان از سمت خویش استعفا داد.
وی برای فعالیت خود در زمینه ارتقا حقوق زنان در سال ۱۹۶۸ جایزه سازمان ملل در زمینه حقوق بشر را دریافت کرد.
منوچهریان همچنین به عضویت شورای مرکزی سازمان زنان ایران درآمد.

## درگذشت
او در ۱۴ تیر ماه سال ۱۳۷۹ در تهران درگذشت و در قطعه ۷۴، ردیف ۱۱۸، شماره ۷۸ بهشت زهرا به خاک سپرده شد.

## میراث
منوچهریان در بهبود وضع حقوق زنان در ایران نقش بسیار مهمی داشته‌است. کتابی در مورد زندگی او به نام «سناتور: کار سناتور مهرانگیز منوچهریان در مبارزه برای حقوق قانونی زنان» برنده جایزه کتاب لطیفه یارشاطر در سال ۲۰۰۴ شد.

## جایزه‌ها و افتخارات
- ۱۹۶۸ (میلادی) - «جایزه سازمان ملل متحد در زمینه حقوق بشر»
- ۱۹۷۱ (میلادی) - «جایزه صلح مرکز صلح جهانی از طریق حقوق»